# Martin Rausch
Martin Rausch (* 9. října 1977, Bratislava) je slovenský moderátor, textař a hudební dramaturg. Jeho umělecký pseudonym Pyco, se stal postupem času součástí jeho občanského jména a dnes je znám především jako Martin Pyco Rausch.
Martin Rausch je téměř 20 let na rostlinné stravě (vegetarián, který si dá ryby).

## Kariéra

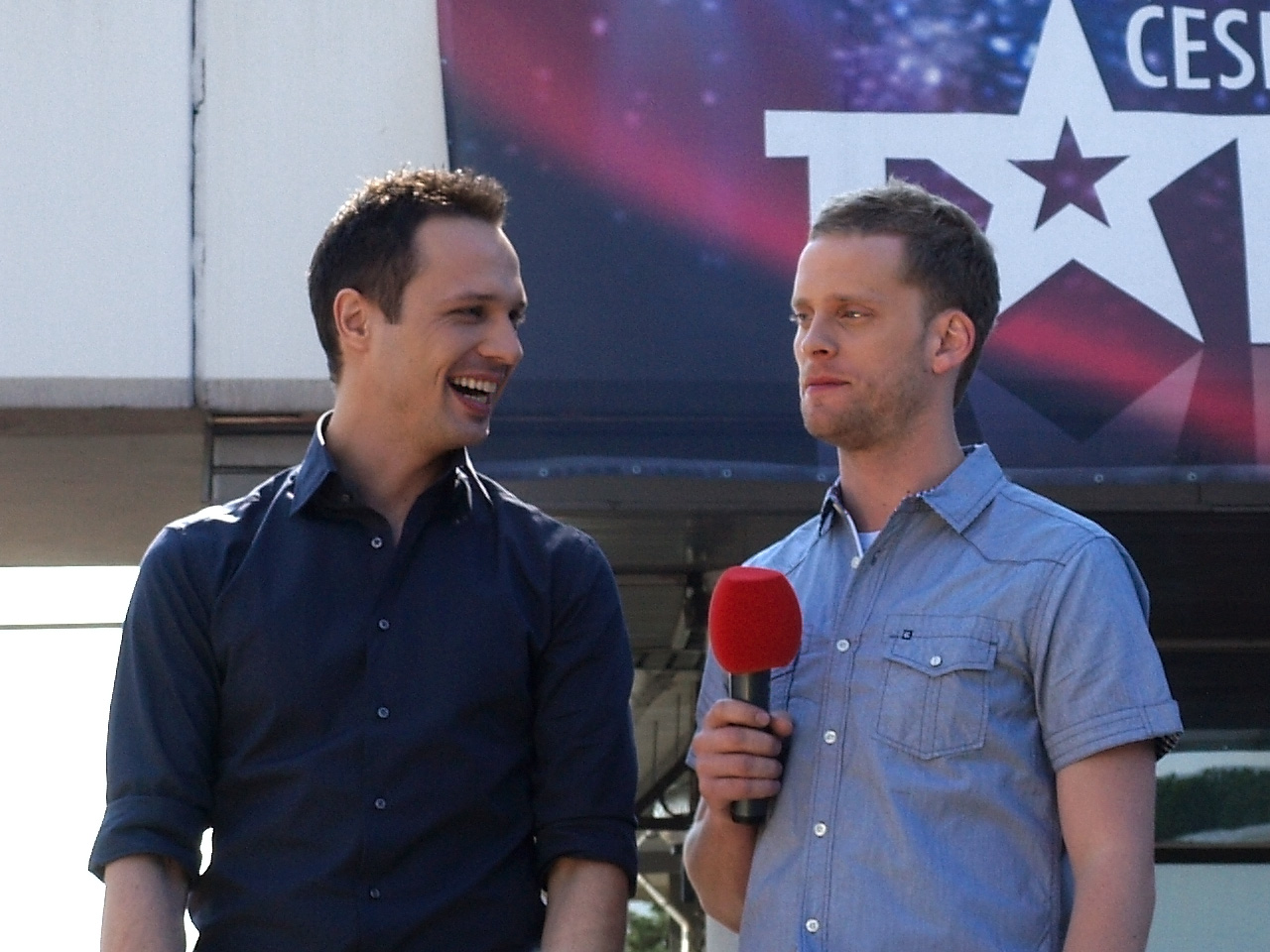
ČSMT casting Praha

Začínal jako hudební redaktor ve Fun Rádiu, následně získal post moderátora v STV, kde moderoval pořad o vaření a cestování.
Výrazně na sebe upozornil teprve uváděním tří sérií projektu Slovensko hľadá Superstar (STV, společně s Adelou Vinceovou). Následně na Markíze uváděl tři ročníky soutěže Let’s Dance (obdoba StarDance, první dva ročníky opět s Vinczeovou) a v letech 2009 a 2010 znovu na STV národní kola Slovenska pro soutěž Eurovize.
V roce 2010 moderoval s Jakubem Prachařem televizní projekt Česko Slovensko má talent (TV Prima, TV JOJ), zatímco jeho někdejší kolegyně Adela byla porotkyní konkurenční česko-slovenské show Talentmania.
Na jaře roku 2014 moderoval zpěváckou show Česko Slovenský X Factor.
V roce 2015 moderoval soutěž Superstar 2015 vysílanou na TV Nova.

## Film
- Panelák (2008) (TV seriál)
- Mesto tieňov (2008) (TV seriál)
- Fabrika smrti: mladá krv (2009) (Thriller)